# Lizard (zespół muzyczny)
Lizard – polski zespół muzyczny, wykonujący specyficzną odmianę muzyki, inspirowaną m.in. rockiem progresywnym i art rockiem lat 70. Swoją działalność zespół określa jako „anty-mainstreamowe” działanie.
Zespół powstał w roku 1990 w Bielsku-Białej z inicjatywy wokalisty Damiana Bydlińskiego i gitarzysty Mirosława Worka. Skład zespołu uzupełnili: keyboardzista Andrzej Jancza, basista Janusz Tanistra oraz perkusista Mariusz Szulakowski. Muzyka od początku działalności inspirowana była głównie dokonaniami takich zespołów jak Emerson, Lake and Palmer, UK czy King Crimson (nazwa zespołu wprost nawiązuje do tytułu trzeciej płyty KC „Lizard”). Pierwsze sześć lat działalności zespołu to nagrywanie taśm demo i liczne koncerty.
W 1996 nastąpił przełom w karierze grupy - zespół podpisał kontrakt z wydawnictwem Ars Mundi, które wydało debiutancki album „W galerii czasu”. Lizard pojawił się na wielu imprezach i koncertach, m.in. w Lyonie (1992) i Katowicach (Akademia Muzyczna, 1993), rok później podczas Intermedia Promotion we Wrocławiu, w Bielsku-Białej (Teatr Polski, rok 1995 i 97) oraz na pierwszej edycji Festiwalu Rocka Progresywnego w Warszawie (1996). W roku 1997 zespół został zaproszony do znanego programu muzycznego „100% Live”, emitowanego przez TV Katowice. Największym sukcesem był jednak występ przed legendarną grupą Emerson, Lake and Palmer w czerwcu 1997 (Spodek, Katowice). W październiku tego samego roku zespół supportował koncert Porcupine Tree w krakowskiej Filharmonii, a rok później pojechał na koncerty do Holandii.
W listopadzie 1999 przy wsparciu fanów ukazała się nowa płyta zespołu - album koncertowy „Noc żywych jaszczurów”. Oprócz fragmentów pierwszej płyty zespół zaprezentował swoje wersje 4 utworów z repertuaru King Crimson i UK.
W roku 2001 z zespołu odeszli Mirosław Worek i Mariusz Szulakowski.
Nowym perkusistą zespołu został Maciej Caputa, jednak po niecałym roku opuścił grupę, a jego miejsce zajął na parę miesięcy Wojciech Steblik. Obaj perkusiści brali udział we wstępnych przymiarkach do następnego albumu studyjnego.
Rok 2003 przyniósł kontrakt z Metal Mind Productions oraz wydanie dwóch albumów w wersjach zremasterowanych i zawierających atrakcyjne dodatki w postaci niepublikowanych wcześniej koncertowych wersji kilku kompozycji oraz premierowych kompozycji. Końcem tego roku do zespołu powrócił Mariusz Szulakowski.
Z początkiem 2004 roku ukazała się druga studyjna płyta: „Psychopuls”. Podczas realizacji tego albumu doszło do kolejnej personalnej zmiany w zespole: Andrzeja Janczę zastąpił Krzysztof Maciejowski, wnosząc do brzmienia zespołu nowy instrument - skrzypce.
Na przełomie marca i kwietnia 2005 światło dziennie ujrzała trzecia studyjna produkcja: „Tales From the Artichoke Wood”. 28 marca 2006 ukazał się czwarty studyjny album zespołu: „Spam”.
Na początku 2008 roku rozpoczęto prace nad nowym albumem „Master & M”, jednakże z różnych przyczyn realizacja przeciągnęła się aż do roku 2013.
W grudniu 2011 Mariusza Szulakowskiego zastąpił Aleksander Szałajko, który zagrał na najnowszej płycie „Master & M”. W czerwcu 2012 do zespołu dołączył Daniel Kurtyka, uzupełniając zespół o drugą gitarę. Z końcem 2012 roku, po 9 latach współpracy, z zespołu odszedł Krzysztof Maciejowski. Zastąpił go w grudniu 2012 pianista Paweł Fabrowicz. 5 czerwca 2013 ukazał się piąty studyjny album zespołu: „Master&M”. Do zespołu powrócił Mariusz Szulakowski. 
W maju 2015 roku wydana została płyta "Destruction and Little Piece of Cheese" będąca zapisem koncertu wykonanego w Łodzi 28 listopada 2014 w Łódzkim Domu Kultury. 2 grudnia 2017 zespół występował jako support przed krakowskim koncertem Jethro Tull.

## Obecny skład
- Damian Bydliński - śpiew, gitara
- Janusz Tanistra - gitara basowa
- Mariusz Szulakowski - perkusja
- Daniel Kurtyka - gitara
- Paweł Fabrowicz - instrumenty klawiszowe

## Byli członkowie zespołu
- Mirosław Worek - gitara
- Andrzej Jancza - instrumenty klawiszowe
- Maciej Caputa - perkusja
- Wojciech Steblik - perkusja
- Aleksander Szałajko - perkusja
- Krzysztof Maciejowski - instrumenty klawiszowe, skrzypce

## Dyskografia
- W galerii czasu (1997)
- Noc żywych jaszczurów (album koncertowy) (1999)
- Psychopuls (2004)
- Tales From Artichoke Wood (2005)
- Spam (2006)
- Master & M (2013)
- Destruction and Little Pieces of Cheese (album koncertowy) (2015)
- Trochę żółci, trochę więcej bieli (2016)
- Half-live (2018)